# 星云之剑
《星云之剑》（又译作）是由Catware开发，New World Computing发布的一款RPG角色扮演类游戏，运行于MS-DOS。1995年，《星云之剑》作为《魔法门三部曲》（Might and Magic Trilogy，三部曲分别为：《魔法门III：幻岛历险记》、《魔法门IV：星云之谜》、《魔法门V：黑暗星云》）的附加游戏，与其他三部游戏一同发行。魔法门系列后来的几个合集版本中也包含有《星云之剑》，该游戏从未被单独发行。
游戏最初是《魔法门V：黑暗星云》的一个Mod，由Catware开发，发布于1993年。后来得到了New World Computing的官方支持并在《魔法门三部曲》中发行。